# Verfahren von Groff
Das Verfahren von Groff ist ein heuristisches Verfahren der Dynamischen Losgrößenermittlung. Damit werden für die Produktion Losgrößen ermittelt, welche die Bedarfe abdecken und gleichzeitig die Summe aus Rüst- und Lagerkosten minimiert. Das Verfahren wurde 1979 veröffentlicht. 
Das Verfahren macht sich zu Nutze, dass im Minimum der Kostenfunktion, die Grenz-Rüstkosten gleich den Grenz-Lagerkosten sind.

## Voraussetzung und Fragestellung
Für die Berechnung eines Bestell- oder Produktionsplans, der die Kosten möglichst minimiert, müssen die Rüstkosten K [Euro/Los], die Lagerhaltungskosten h [Euro/Stück/Periode], sowie der  Bedarf der nächsten Perioden (Tage, Wochen) bekannt sein.

## Zielkonflikt

Kostenverlauf bei Losfertigung

Fertigt man mit weniger und dafür größeren Losen, reduzieren sich die Rüstkosten und es erhöhen sich die Lagerhaltungskosten. Umgekehrt führen mehr Lose zu niedrigeren Lagerkosten, aber zu höheren Rüstkosten.

## Heuristik
Die Heuristik von Groff vergrößert das Los so lange, bis die folgende Bedingung nicht mehr erfüllt ist. 
{\displaystyle B_{t+n}\cdot n\cdot (n+1)\leqslant {\frac {2\cdot k}{h}}}
{\displaystyle B_{t+n}:} Bedarf der Periode t+n
{\displaystyle t:} Periode in der die Bestellung durchgeführt wird
{\displaystyle n+1:} Anzahl der Perioden im Los
{\displaystyle k:} Rüstkosten für ein Los [Euro/Los]
{\displaystyle h:}Lagerhaltungskosten in Euro pro Stück und Periode [Euro/Stück/Periode]

## Rechenbeispiel
| Periode | 1  | 2  | 3  | 4  | 5  |
| ------- | -- | -- | -- | -- | -- |
| Bedarf  | 20 | 30 | 25 | 40 | 15 |

Bestellkosten=200

Lagerhaltungskosten=4
Berechne die Obergrenze:
{\displaystyle {\frac {2\cdot 200}{4}}=100}

### Bestellung 1
Prüfe, ob in der ersten Periode für die zweite Periode mitbestellt werden soll:
{\displaystyle 30\cdot 1\cdot (1+1)=60\leqslant 100} Bedingung erfüllt!
Prüfe, ob in der ersten Periode auch für die dritte Periode mitbestellt werden soll:
{\displaystyle 25\cdot 2\cdot (2+1)=150\geqslant 100} Bedingung nicht erfüllt! Abbruch. 

Es wird in der Periode eins ein Los mit der Größe 50 (= 20+30) bestellt. Dieses Los deckt den Bedarf für die erste und zweite Periode. In der dritten Periode wird erneut bestellt. Die Losgröße der Bestellung in Periode drei wird im Folgenden berechnet.

### Bestellung 2
Prüfe, ob in der dritten Periode für die vierte Periode mitbestellt werden soll:
{\displaystyle 40\cdot 1\cdot (1+1)=80\leqslant 100} Bedingung erfüllt!
Prüfe, ob in der dritten Periode für die fünfte Periode mitbestellt werden soll:
{\displaystyle 15\cdot 2\cdot (2+1)=90\leqslant 100} Bedingung erfüllt!
Es wird in Periode drei ein Los mit der Größe 80 (= 25+40+15) bestellt. Dieses Los deckt den Bedarf für die Perioden drei, vier und fünf.